# Lidia Staroń

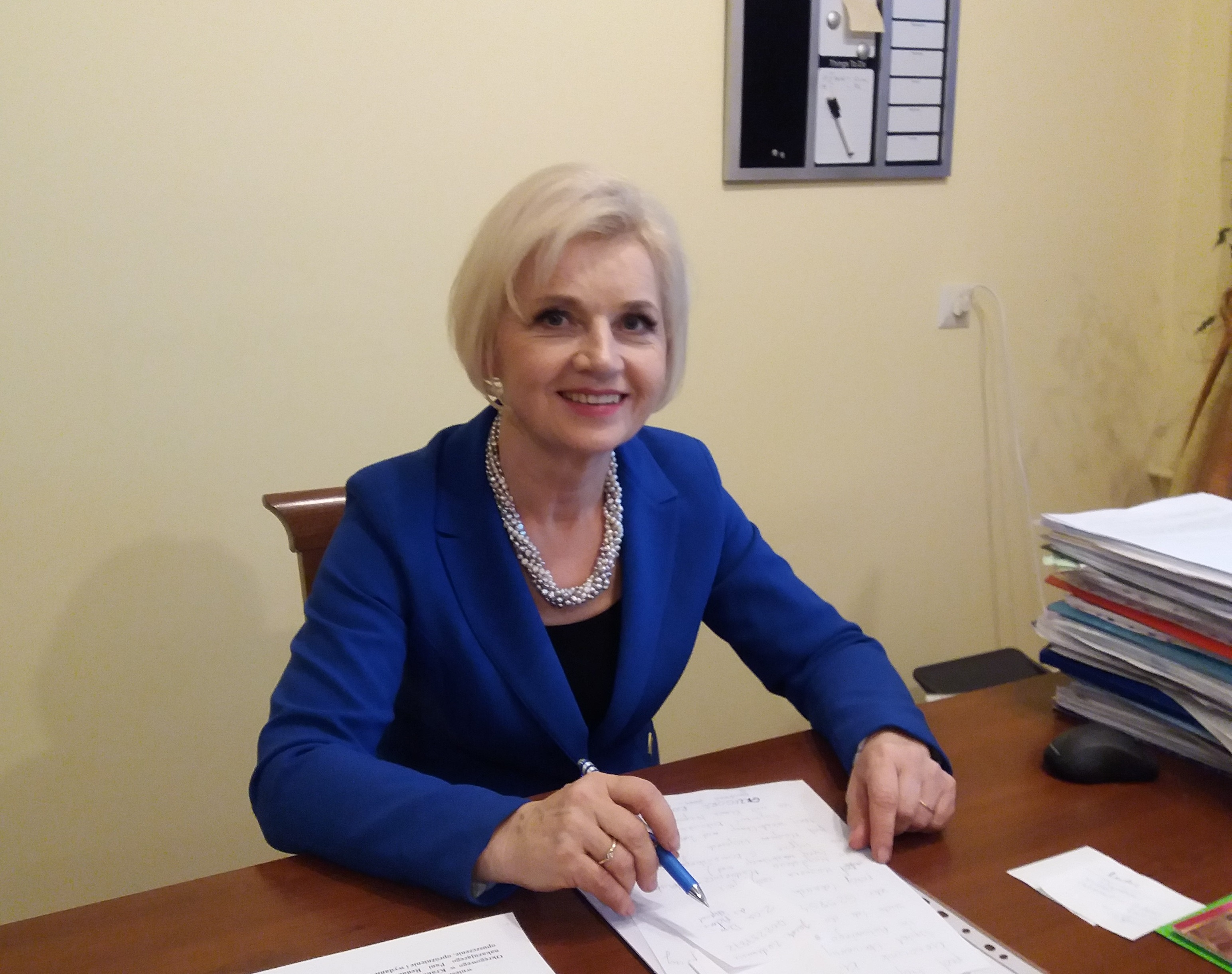
Lidia Staroń (2018)

Lidia Ewa Staroń (* 7. Juni 1960 in Morąg) ist eine polnische Politikerin und unabhängige Senatorin. Sie war von 2005 bis 2015 Parlamentsabgeordnete für die Bürgerplattform (PO).
Sie studierte an der Landwirtschaftlich-Technischen Hochschule Olsztyn (Akademia Rolniczo-Techniczna w Olsztynie) und schloss als Bauingenieur ab.
2005 trat bei den Parlamentswahlen an und konnte mit 12.188 Stimmen im Wahlkreis Nr. 35 Olsztyn ein Mandat für den Sejm erringen.
Bei den vorgezogenen Parlamentswahlen 2007 erhielt sie 15.514 Stimmen und zog erneut ins Parlament ein.
Im Sommer 2015 trat sie aus der PO aus und kandidierte bei den Parlamentswahlen 2015 erfolgreich als Einzelperson für den Senat (63.870 Stimmen im Wahlkreis Nr. 86, Olsztyn). Dort bildet sie mit zwei weiteren unabhängigen Senatoren eine eigene Fraktion.
Lidia Staroń ist verheiratet.